# 213800 Stefanwul
213800 Stefanwul este o planetă minoră (asteroid) din centura de asteroizi. A fost descoperită pe 2 aprilie 2003 la Saint-Sulpice de Bernard Christophe⁠(d). 
Obiectul prezintă o orbită caracterizată de o semiaxă mare de 3,1228263979878 UAi, o excentricitate de 0,06, o înclinație de 11,5 ° în raport cu ecliptica.